# Kaivoneva
Kaivoneva är en sumpmark i Finland. Den ligger i Kauhajoki i landskapet Södra Österbotten, i den sydvästra delen av landet, 280 km nordväst om huvudstaden Helsingfors.